# John Solomon
Pour les articles homonymes, voir Solomon.
John Solomon, né le 15 octobre 1929 à Randwick en Australie et mort le 18 mars 2020, est un joueur de rugby à XV australien. C'était un joueur qui occupait le poste de centre au plus haut niveau. 

## Biographie
John Solomon sera sélectionné en équipe d'Australie pour partir en tournée en Afrique du Sud en 1953. L’Australie fait une tournée en Afrique du Sud pour la deuxième fois et même s’ils perdent la série 3-1 ils sortent applaudis debout le 5 septembre 1953 à Newlands au Cap après une victoire 18-14 dans le 2e test. Le capitaine wallaby John Solomon est porté en triomphe par deux joueurs sud-africains. C’était la première défaite des Springboks depuis 15 ans et 1938.  
Trevor Allan joue 14 Tests.

## Palmarès
- Nombre de tests avec l'Australie : 14
- Tests par saison : 2 en 1949, 2 en 1950, 2 en 1951, 4 en 1952, 3 en 1953, 1 en 1955
- Points en tests : 19 (2 essais, 2 drops, 1 pénalité)